# Abel Villard
Pour les articles homonymes, voir Villard.
Abel Villard né le 4 janvier 1871 à Ploaré et mort le 16 février 1969 à Quimper est un peintre et un industriel français.
Il est le créateur de la Confiturerie Villard, rue de la Providence à Quimper.

## Biographie
Comme son père Jean-Marie Villard, Abel Villard enseigne le dessin. Ami et élève de Louis-Marie Désiré-Lucas, ils travaillent sur le motif et parcourent les environs de Douarnenez, peignant ensemble certains paysages.
En 1910, il fait construire la villa de Roz Maria sur un coteau des hauteurs du quartier de Locmaria à Quimper. D’inspiration néoclassique, ce manoir ou château présente une décoration intérieure de style Napoléon III, et un vaste jardin à l'anglaise et de style rocaille.
À Quimper, il fonde les cours artistiques municipaux gratuits et crée l'Union artistique, puis, en 1946, l'école des beaux-arts de Quimper dont le directeur sera Robert Villard de 1946 à 1968 (peintre homonyme, né à Paris en 1897 et mort à Vannes en 1977). Il est nommé chevalier de la Légion d'honneur en 1967 et officier de l'Instruction publique en récompense de ses actions culturelles.
Éclectique et entreprenant, il crée la Société des Confiturerie Villard en 1924 à Quimper, entreprise qu'il dirige jusqu'en 1950.
Il est le frère de l'écrivain René Villard. Son fils, le peintre Robert Paulo Villard (1903-1975) est le maître d'œuvre de la décoration de la salle des fêtes de Douarnenez, à laquelle Abel Villard collabore en 1938.
Abel Villard obtient une médaille d'argent au Salon des artistes français de 1954 et une médaille d'or à celui de 1968.
Une rue porte son nom à Quimper. Un Buste d'Abel Villard[Par qui ?] est conservé à l'école régionale des beaux-arts de Quimper.

## Collections publiques
- Douarnenez, mairie : décor de la salle des Fêtes, 1938, classée monument historique en 1997[4] en collaboration avec cinq autres peintres[5]. Abel Villard est l'auteur de trois parmi les seize peintures murales à l'huile sur toile qui ornent cette salle :
  - La Baie, vers le Ménez-Hom ;
  - La Plage du Ris ;
  - Panorama sur la falaise des Plomarc'h[6].
- Locronan, musée d'Art et d'Histoire : Baie de Douarnenez vers 1929, huile sur toile.
- Quimper, musée des Beaux-Arts :
  - Ferme de Poulhazan vers le Ris[6] ;
  - Pont-Croix, 1960[6] ;
  - Le Village des Plomarc'h[6] ;
  - Quimper et l'Odet vers 1920[7] ;
  - Paysage breton aux pins maritimes, huile sur toile[8] ;
  - Paysage automnal en Bretagne, huile sur toile[8].